# Jan Sędek
Jan Sebastian Sędek (ur. 23 czerwca 1907 w Czarnowie k. Kielc, zm. 2 listopada 1982 w Warszawie) – adwokat, żołnierz konspiracji.

## Życie
Był synem kierownika szkoły powszechnej w rodzinnej miejscowości. Od 1916 pobierał tam systematyczną naukę, następnie uczęszczał do państwowego gimnazjum im. Mikołaja Reja w Kielcach (matura w 1927). W tym samym roku podjął studia prawnicze na UW. Od 1 października 1931 służył w Batalionie Podchorążych Rezerwy Piechoty nr 2 w Biedrusku. Od 19 grudnia 1932 do kwietnia 1934 pełnił funkcję Koła Prawników studentów UW.
Po obronie magisterium (1934) odbywał aplikację (od 1935) u Jana Pieńczykowskiego, której nie ukończył (miała trwać do 1940). Jako porucznik walczył w wojnie obronnej (awansował do stopnia kapitana), odnosząc rany w walkach nad Wartą i w okolicach Łodzi.
Kontynuował pracę w kancelarii Pieńczykowskiego (który zginął w Katyniu) pod patronatem Lucjana Łopuszyńskiego (zginął w Auschwitz-Birkenau), potem Jerzego Bierońskiego i Tadeusza Kieliszczyka. Egzamin adwokacki i ślubowanie składał przed dziekanem Tajnej Rady Adwokackiej – Bohdanem Suligowskim i Witoldem Bayerem. Po egzaminie przed dziekanem okupacyjnym został adwokatem w Warszawie.
Od 20 marca 1940 był członkiem ZWZ, a następnie do kwietnia 1944 w AK. Między lutym a kwietniem 1941 był przetrzymywany na Pawiaku po aresztowaniu przez gestapo. Należał do NSZ i Organizacji Polskiej. W 1945 został członkiem sztabu Okręgu Warszawskiego NSZ.
Po wojnie był więziony (1945–1949). Po zatarciu skazania w 1956 został ponownie adwokatem.
W 1976 sprzeciwił się zmianom w Konstytucji PRL. Na emeryturze od 1978. Był członkiem m.in. ZBOWiD, FJN.
Zmarł w Warszawie. Pochowany na cmentarzu Powązkowskim (kwatera 64-5-18,19).

## Ordery i odznaczenia
- Krzyż Srebrny Orderu Virtuti Militari (6 września 1939 odznaczony przez gen. Juliusza Rómmla)
- Złoty Krzyż Zasługi (1969)[5]
- Srebrna Odznaka Honorowa „Za Zasługi dla Warszawy” (17 stycznia 1963)[7]